# Villbådan
Villbådan är ett skär i Åland (Finland). Det ligger i Skärgårdshavet eller Bottenhavet och i kommunen Hammarland i landskapet Åland, i den sydvästra delen av landet. Ön ligger omkring 35 kilometer nordväst om Mariehamn och omkring 290 kilometer väster om Helsingfors.
Öns area är 0,8 hektar och dess största längd är 140 meter i sydöst-nordvästlig riktning. Trakten är glest befolkad. Närmaste större samhälle är Finström, 19,9 km sydost om Villbådan.